# GE 빌딩
GE 빌딩(GE Building)은 미국 뉴욕 맨해튼 록펠러 센터에 있는 초고층 건물이다. NBC 본사의 역할도 하고 있다. 1933년 완공하였다.

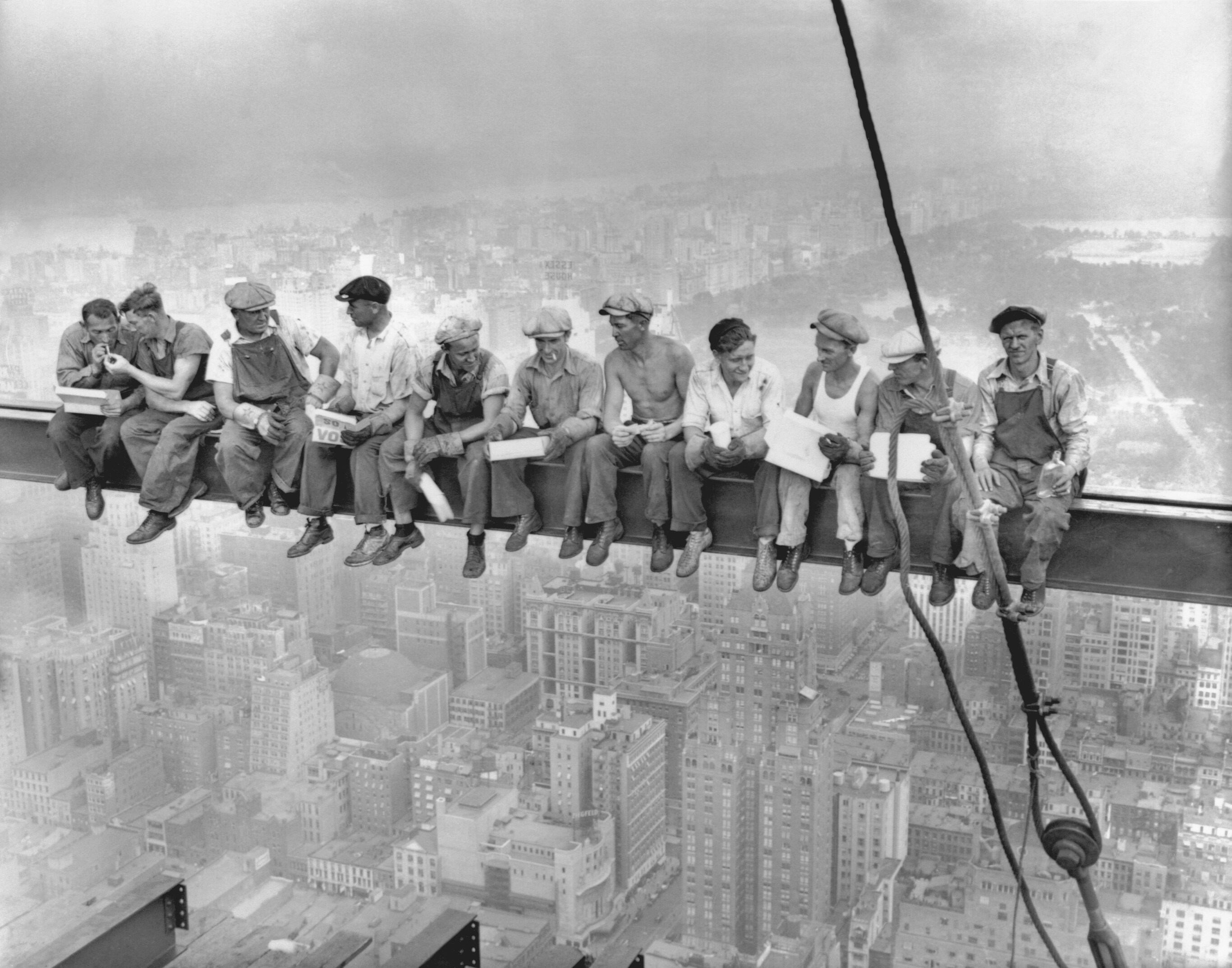
GE빌딩 건설 당시 촬영한 사진인 《고층 빌딩 꼭대기에서의 점심 식사》, 1932년

## 톱 오브 더 록
톱 오브 더 록(Top of the Rock)은 빌딩 내 상부에 설치된 전망대이다. 준공시에서 운영되었으나 1986년에 폐쇄되어 19년후인 2005년에 고속 엘리베이터 설치 등으로 인해 다시 오픈했다. 입장권을 구입하여 관람할 수 있다. 또한 맨해튼의 전망대로 엠파이어 스테이트 빌딩보다 고층이다.

## 같이 보기
- 뉴욕의 건축